# Monte Giovi
Il Monte Giovi (nome originario "Monte di Giove") è un complesso montuoso formato da territori della media montagna. Si trova nella provincia di Firenze ed è posto sui prolungamenti della dorsale appenninica di Monte Morello e Monte Senario, dorsale che separa il Mugello dal Valdarno e dalla bassa Val di Sieve. Rappresenta la parte più orientale di detta dorsale ed è delimitato a nord dall'alta Valdisieve e a sud dall'abitato del comune di Pontassieve. Il suo territorio è diviso tra i comuni di Pontassieve e Borgo San Lorenzo e, in misura minore, dai comuni di Rufina, Vicchio e Dicomano.
Il massiccio raggiunge l'altitudine maggiore con la sua cima (992 metri), ma lungo il suo crinale principale si trovano anche Poggio Ripaghera (913 metri) e Monte Calvana (919 metri).

## Il parco culturale della memoria

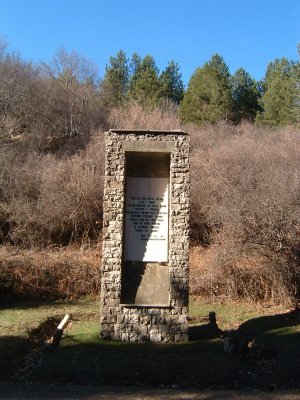
Monumento del Chiesino di Monte Giovi: lapide commemorativa della Resistenza

La Provincia di Firenze unitamente alle comunità montane "Montagna Fiorentina" e "Mugello" e ai comuni di Borgo San Lorenzo, Dicomano, Pontassieve e Vicchio hanno istituito sul Monte Giovi un parco dedicato alla guerra di liberazione chiamato "Parco culturale della Memoria". Il progetto è stato realizzato in attuazione alla Legge Regionale 38/02 con il preciso intento di promuovere la memoria degli eventi della avvenuti nell'area di Monte Giovi durante la Liberazione. Vi sono inoltre finalità di valorizzazione del territorio (recupero della viabilità rurale, ripristino di corsi d'acqua, etc.) e promozione culturale e sociale.
Tale progetto si colloca all'interno di un più ampio piano volto alla realizzazione di un parco territoriale provinciale che ha la finalità di preservare le riserve naturali e le aree di interesse locale.

### Percorsi tematici
Il parco culturale è stato presentato a Firenze il 12 dicembre 2008 presso la sede della Provincia a Palazzo Medici Riccardi e prevede cinque diversi percorsi tematici.

#### Sentiero 1
Pievecchia - Acone - Accesso principale da Pontassieve a Le Colline (8,5 chilometri); da Scopeti ad Acone (6 km). Durante questo itinerario si ricorda la rappresaglia della Pievecchia quando i tedeschi uccisero 14 innocenti l'8 giugno 1944.

#### Sentiero 2
Barbiana - Padulivo - Accesso principale da Dicomano a Tamburino (7,0 chilometri). Anche in questo itinerario, che porta ai luoghi cari a Don Milani, si ricorda l'eccidio di Padulivo, quando il 10 luglio 1944 i tedeschi trucidarono 15 persone.

#### Sentiero 3
Madonna del Sasso - Accesso principale da Polcanto alla cascina di Monterotondo (5,2 chilometri). In questo itinerario si ricorda un evento del 1945 quando, presso il Santuario della Madonna del Sasso, vennero uccisi un maresciallo dei Carabinieri, suo figlio ed un militante comunista. Questi fatti ispirarono il romanzo di Carlo Cassola La ragazza di Bube.

#### Sentiero 4
Monte Giovi - Accesso principale da Dicomano fino all'intersezione con il sentiero CAI 11 (8,5 chilometri). In questo itinerario si trova la piramide delle Brigate partigiane, fonte alla Capra e la Casa al Cerro che fu una delle basi più utilizzate dai partigiani della Divisione "Potente".

#### Sentiero 5
Monte Rotondo – Accesso Principale da Sagginale all'intersezione con il sentiero CAI 3. In questo itinerario si trova villa Cerchiai, attaccata verso la metà dell'agosto 1944 dai tedeschi che tentarono un accerchiamento delle forze partigiane. 

## Manifestazioni

### Festa dei partigiani e dei giovani
Il secondo fine settimana di luglio presso l'abetina di fonte alla Capra si svolge una manifestazione organizzata dagli abitanti di Acone con l'ANPI e la Provincia di Firenze chiamata "Festa dei partigiani e dei giovani". Il sabato è dedicato ai giovani con feste e balli che durano fino a tarda notte. La domenica è dedicata alle commemorazioni ufficiali dei partigiani e della resistenza.

## Galleria d'immagini
|  |  |  |  |